# Aperiodischer Kristall
Bei aperiodischen Kristallen handelt es sich um kristalline Festkörper, zu deren vollständiger Beschreibung die dreidimensional-periodische Anordnung von Elementarzellen nicht ausreicht, sondern mehr als drei Dimensionen nötig sind.
Aperiodische Kristalle wurden erst relativ spät entdeckt und ihre Existenz wurde anfangs auch durch bedeutende Wissenschaftler (z. B. Linus Carl Pauling) bestritten.
1931 fand man beim Mineral Calaverit (Gold-Silber-Tellurid), dass das Gesetz der rationalen Indizes von René-Just Haüy nicht erfüllt war. Damit war der erste aperiodische Kristall gefunden, aber die Erklärung ließ noch Jahrzehnte auf sich warten.
In den 1960er Jahren fand man mit Röntgenbeugung an {\displaystyle \gamma }-Na2CO3, dass im Beugungsmuster Reflexe auftraten, die sich nicht mit ganzen Zahlen indizieren ließen (Satellitenreflexe). Daraus folgt, dass sich dieser Kristall nicht mit einer einzigen Elementarzelle beschreiben lässt. Zur Beschreibung von {\displaystyle \gamma }-Na2CO3 wurde der vierdimensionale Raum verwendet, in dem sich alle Röntgenreflexe indizieren lassen.
Es gibt auch Fälle, bei denen bis zu sechs Dimensionen nötig sind, z. B. ikosaedrische Quasikristalle.
Aperiodische Kristalle umfassen drei Kategorien:
- Quasikristalle
- modulierte Kristalle
- Kompositkristalle.

## Weblink
- Online-Wörterbuch der International Union of Crystallography (engl.)